# کنگره جهانی مبارزه با بی‌سوادی (۱۳۴۴)

کاخ سنا، محل برگزاری کنگره

کنگره جهانی مبارزه با بی‌سوادی همایشی بود که در ۱۷ شهریور سال ۱۳۴۴ خورشیدی (۸ سپتامبر ۱۹۶۵ میلادی) در کاخ سنای تهران برگزار گردید. این کنگره که به دعوت یونسکو انجام شده بود مرکب از نمایندگان ۸۶ کشور جهان، نمایندگان سازمان ملل متحد و دربار واتیکان و ۱۹ سازمان ملی بین‌المللی برگزار شد.